# RS-630
Pour les articles homonymes, voir Route 630.
La RS 630 est une route locale du Sud-Ouest de l'État du Rio Grande do Sul qui relie la municipalité de São Gabriel à celle de Dom Pedrito. Elle débute à la l'embranchement avec la BR-290 et s'achève à la jonction avec la BR-293. Elle est longue de 93 km.